# Mittlere Kreuzspitze

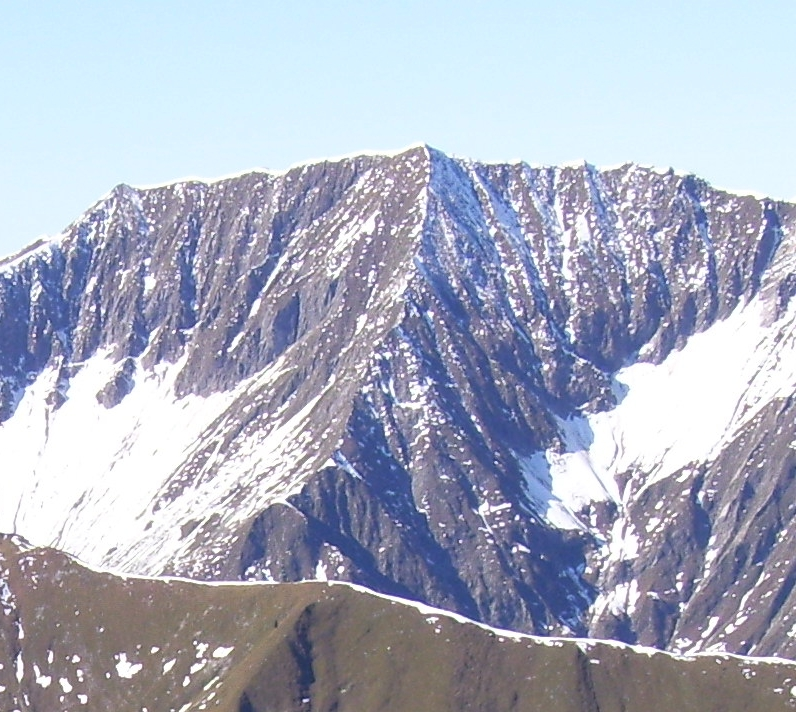
Gipfelaufbau Ostansicht

Die Mittlere Kreuzspitze ist ein 2496 m ü. A. hoher Berg in den Lechtaler Alpen in Tirol.

## Lage und Umgebung
Die zentrale und zugleich höchste Erhebung des Kreuzspitzkammes fällt auf beiden Seiten mit markanten Steilgrashängen ab. Im Norden ist die Elmer Kreuzspitze vorgelagert, im Süden die wenig selbstständige Bschlaber Kreuzspitze. Das vorherrschende Gestein Fleckenmergel sorgt für eine reichhaltige Flora. Die Schartenhöhe der Mittleren Kreuzspitze beträgt mindestens 456 Meter.
Die nächstgelegenen Orte sind Namlos im Nordosten, Stanzach im Nordwesten, Elmen im Westen und Bschlabs im Süden.

## Besteigung
Der Gipfel wird meistens bei einer Überschreitung des Kreuzspitzkammes auf dem Anhalter Höhenweg bestiegen, wofür trockene Verhältnisse und Trittsicherheit erforderlich sind.
- Von der Elmer Kreuzspitze

Von der Elmer Kreuzspitze (2480 m) auf dem Grat hinab zum tiefsten Punkt (ca. 2370 m) und stellenweise etwas ausgesetzt, aber versichert wieder hinauf zum Gipfel. Der Übergang dauert ungefähr eine halbe Stunde.
- Von der Bortigscharte

Von Fallerschein oder von Bschlabs zur Bortigscharte (2089 m) und über steiles Gras nahe der Abbruchkante zur Bschlaber Kreuzspitze (2462 m). Von dort rasch weiter zum höchsten Punkt. Dieser Aufstieg beansprucht etwa 3½ Stunden ab Fallerschein.
- Über den Ostgrat

Von Fallerschein durch das Leitental zum Beginn des Ostgrates im Beilekar. Auf diesem in äußerst steilem Gras ausgesetzt zum Gipfel, wofür alpine Erfahrung erforderlich ist (Schwierigkeit I-II).